# Bolognaskolan

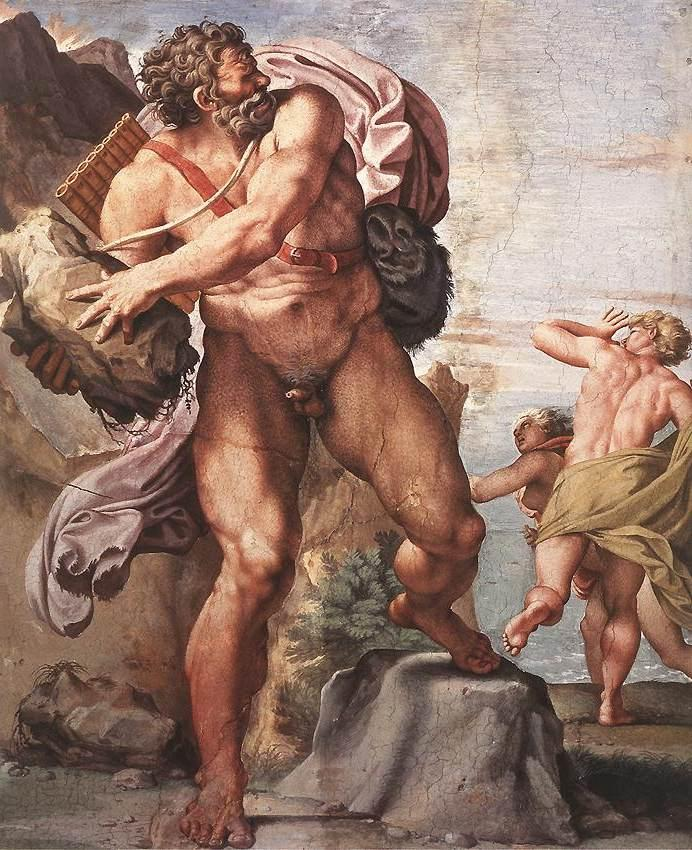
Annibale Carracci, Cyklopen Polyfemos i Carraccis fresk i Palazzo Farnese

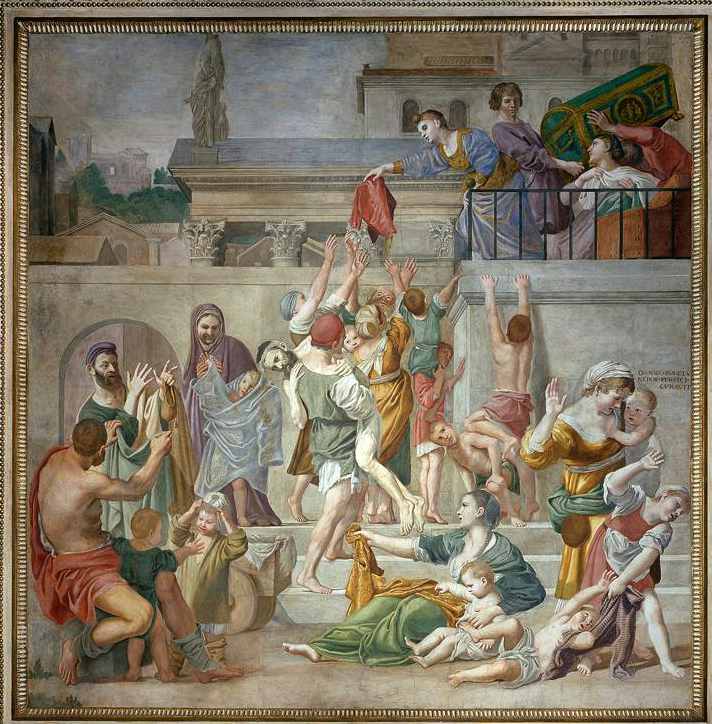
Domenichino, Helgonet Cecilia delar ut allmosor, fresk, 1612–15, San Luigi dei Francesi, Rom

Bolognaskolan var en riktning inom italienskt måleri som på 1500- och 1600-talen var centrum för den klassicism som Carracciakademin representerade. Den konkurrerade med Florens och Rom som centrum för måleriet i Italien. Bolognaskolans viktigaste representanter är Carracci, med Ludovico Carracci och hans två kusiner, bröderna Agostino och Annibale Carracci. Bland de mest framstående bolognesiska målarna märks också Albani, Domenichino, Guercino, Lanfranco, Reni och Sassoferrato; många av dessa påverkade den romerska barockstilens utveckling. Senare ingick andra barock målare: Lanfranco, verksam mestadels i Rom, och så småningom Guercino och Guido Reni, och Accademia degli Incamminati i Bologna, som drevs av Lodovico Carracci.
Vissa konstnärliga konventioner, som med tiden blev traditionalistiska, hade utvecklats i Rom under första decennierna av 1500-talet. Allteftersom tiden gick sökte en del konstnärer nya tillvägagångssätt för sitt arbete. Det skulle inte längre enbart averspegla det romerska sättet. Carracci-studion sökte förnyelse och sökte nya sätt att bryta sig loss från traditionella målningssättet, samtidigt som de fortsatte att leta efter inspiration från sina litterära samtida. Ateljén utvecklade en stil som skilde sig från den erkända konstens stil. Bolognaskolans stil sågs som både systematisk och imitativ, lånade speciella motiv från tidigare romerska konstskolor och förnyade ett modernistiskt tillvägagångssätt.
Skolans ideal var de stora mästarna, som Rafael (hans komposition) och Tizian (hans kolorit).